# Departamento Rosario Vera Peñaloza
Rosario Vera Peñaloza es un departamento ubicado en la provincia de La Rioja (Argentina).
El Departamento Rosario Vera Peñaloza, es el único en la provincia que lleva nombre de mujer, en homenaje a la llamada Maestra de la Patria, que le fue impuesto por Ley 2890, del 28 de julio de 1964. Antes se llamaba General Roca.

## Población
Según estimaciones para junio de 2007 la población era de 14.381 habitantes.
- Población 1991: 10,852 habitantes (Indec, 1991)
- Población 2001: 13,299 habitantes (Indec, 2001)
- Para el censo 2022 el departamento registró 15,783 habitantes. Esto representó un aumento en la cantidad de personas del 12,3%, menor al crecimiento poblacional provincial que se situó en 15,1%.[4]Estos datos situaron al departamento como el cuarto más poblado de la provincia.

## Superficie y límites
El departamento tiene 6.114 km² y limita al este con el departamento General Ocampo, al sur y este con el de General San Martín, al norte con el departamento Facundo Quiroga y al oeste con la provincia de San Juan.

## Localidades y parajes
- Chepes
- Desiderio Tello
- El Totoral
- Villa Casana
- Mascasín
- Ñoqueve
- La calera
- Chelcos
- Potrerillo de los flores
- El Tala
- Valle Hermoso
- Las Toscas
- San Isidro
- Agua Blanca
- Las Jarillas

## Sismicidad
La sismicidad de la región de La Rioja es frecuente y de intensidad baja, y un silencio sísmico de terremotos medios a graves cada 30 años en áreas aleatorias. Sus últimas expresiones se produjeron:
- 12 de abril de 1899 (125 años), a las 16.10 UTC-3 con 6,4 Richter; como en toda localidad sísmica, aún con un silencio sísmico corto, se olvida la historia de otros movimientos sísmicos regionales (terremoto de La Rioja de 1899)
- 24 de octubre de 1957 (67 años), a las 22.07 UTC-3 con 6,0 Richter (terremoto de Villa Castelli de 1957): además de la gravedad física del fenómeno se unió el olvido de la población a estos eventos recurrentes
- 28 de mayo de 2002 (22 años), a las 0.03 UTC-3, con 6,0 escala Richter (terremoto de La Rioja de 2002)[5]